# Purificación
Purificación – miasto w Kolumbii, w departamencie Tolima.